# Бармин, Владимир Павлович

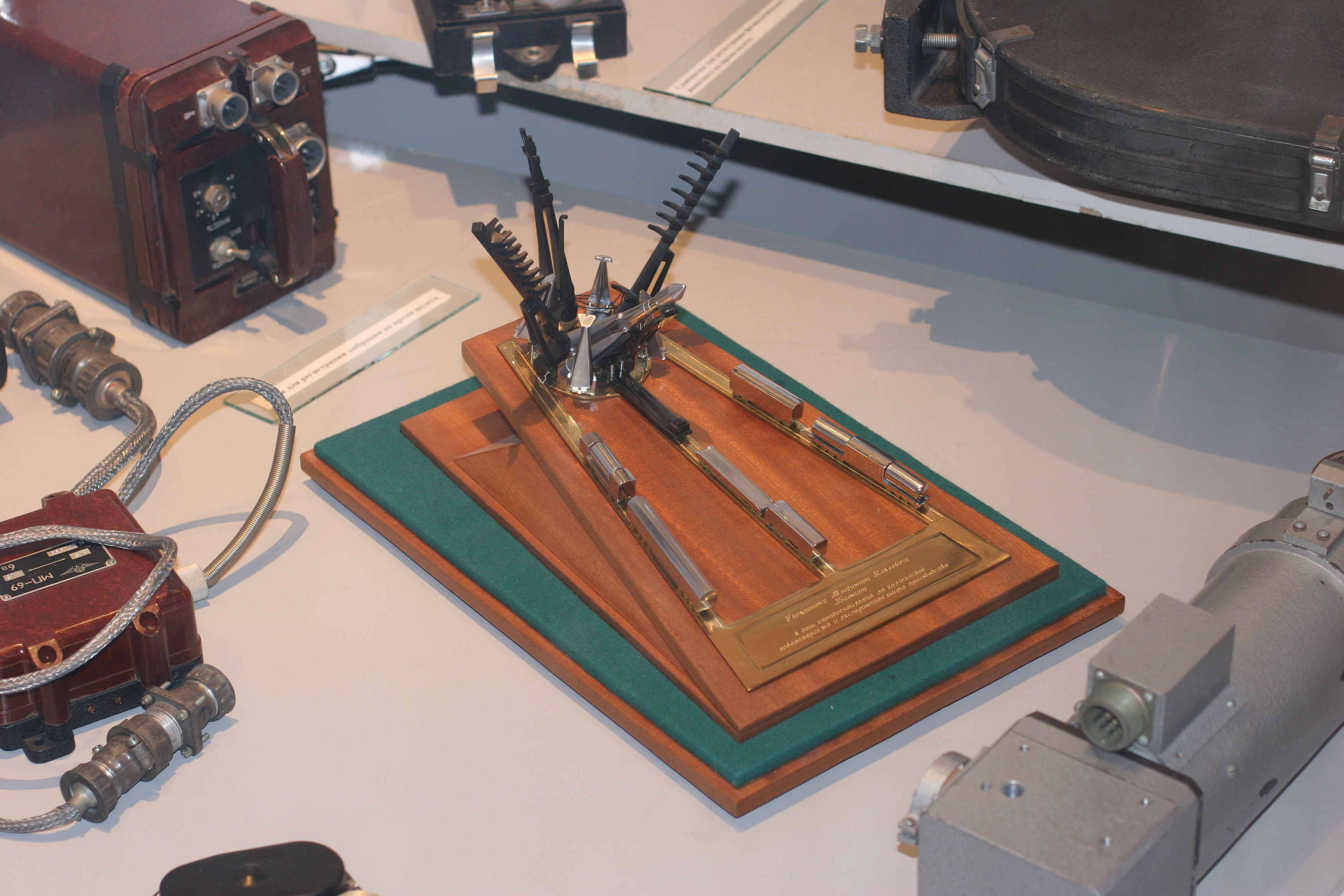
Подарок Владимиру Бармину в день его 70-летия, ракетный стартовый комплекс в миниатюре

Влади́мир Па́влович Барми́н (4 (17) марта 1909 года, Москва — 17 июля 1993 года, там же) — советский учёный, конструктор реактивных пусковых установок, ракетно-космических и боевых стартовых комплексов. Один из основоположников советской космонавтики.
Академик АН СССР (с 1966 года, с 1991 года — академик РАН), Герой Социалистического Труда (1956). Лауреат Ленинской премии, Сталинской премии и трёх Государственных премий СССР.

## Биография
Родился в 1909 году Москве, закончил реальное училище, а затем Московский механико-машиностроительный институт (в будущем МВТУ имени Баумана).

Могила Бармина на Новодевичьем кладбище Москвы

Работал инженером, занимался разработкой компрессоров и холодильных установок. В 1936 году посещал США. С конца 1940 — главный конструктор завода «Компрессор», который через несколько дней после начала Великой Отечественной войны был переориентирован на производство реактивных снарядов и пусковых установок БМ-8, БМ-13 («Катюши»).
13 мая 1946 года выходит Постановление СМ СССР № 1017-419сс «Вопросы реактивного вооружения», В. П. Бармин в тексте Постановления прямо не упомянут, но в соответствии с этим документом перед ним поставлены новые задачи.
После войны возглавил ГСКБ «Спецмаш» — предприятие по созданию стартового, подъёмно-транспортного, заправочного и вспомогательного наземного оборудования ракетных комплексов, и вошёл в Совет главных конструкторов, созданный С. П. Королёвым для координации работ по созданию ракетной техники.
С 1947 года под руководством Бармина были разработаны стартовые комплексы для многих ракет конструкции Королёва: Р-1, Р-2, Р-11, Р-5, Р-5М — первой стратегической ракеты с ядерным боезарядом Р-5М. В 1957 году завершены работы над стартовым комплексом первой в мире межконтинентальной баллистической ракеты Р-7, которая вывела на орбиту Земли первый искусственный спутник Земли и первого космонавта Юрия Гагарина.
В ГСКБ «Спецмаш» при участии Бармина созданы шахтные комплексы для боевых ракет Р-12, Р-14, Р-9А, УР-100. Под его руководством были разработаны и созданы стартовые комплексы для ракет-носителей «Протон» и многоразовой ракетно-космической системы «Энергия-Буран».
Основатель и первый заведующий кафедрой «Стартовые ракетные комплексы» МГТУ имени Н. Э. Баумана.
Руководил конструкторским бюро по разработке стартовых комплексов (Главный конструктор).
Бармин руководил созданием автоматических грунтозаборных устройств для исследования Луны и Венеры. С помощью одного из них была взята проба лунного грунта с глубины около 2,5 метра и обеспечена доставка его на Землю (Луна-24). С помощью другого был осуществлён забор образцов грунта в трёх точках поверхности Венеры, получена и передана по радиоканалу на Землю научная информация о его химическом составе.
КБ Бармина разработало оставшийся неосуществлённым первый в мире детальный проект лунной базы «Звезда», шуточно прозванной сотрудниками «Барминградом».
Умер в 1993 году. Похоронен на Новодевичьем кладбище в Москве.
Сын — Игорь Владимирович Бармин (р. 12.01.1943), генеральный директор — генеральный конструктор ФГУП «КБ общего машиностроения им. В. П. Бармина», с ноября 2011 года Президент Российской академии космонавтики имени К. Э. Циолковского.

## Награды и премии
- Герой Социалистического Труда — Указом Президиума Верховного Совета СССР № 235/13 в статусе «совершенно секретно» от 20 апреля 1956 года «за заслуги в деле создания дальних баллистических ракет»[6].
- Лауреат Ленинской премии (1957).
- Четырёхкратный лауреат Государственной премии СССР (1943, 1967, 1977, 1985).
- Награждён шестью орденами Ленина (1943, 1956, 1959, 1961, 1969, 1979), орденами Октябрьской Революции (1971), орденом Кутузова I степени (16.09.1945), двумя орденами Трудового Красного Знамени (1944, 1975) и медалями.

## Память

Памятник В. П. Бармину в городе Байконуре, на улице его имени

- Имя В. П. Бармина присвоено НИИ стартовых комплексов.
- Именем Бармина назван астероид основного пояса 22254 Владбармин (1978 TV2, 22254 Vladbarmin[7]).
- В 1999 году улица Комсомольская (между 5-м и 6-м микрорайонами) города Байконура была переименована в улицу Академика В. П. Бармина, а 27 октября 1999 года на перекрёстке улиц Бармина и Абая открыта мемориальная доска.
- 2 июня 2001 года на этом месте был разбит сквер им. В. П. Бармина, где ему был установлен памятник, а стела с памятной доской перенесена на пересечение улиц Бармина и Гагарина.
- Имя академика В. П. Бармина носит средняя школа в 6-м микрорайоне города[8].
- 17 марта 2009 года в день столетия со дня рождения В. П. Бармина на главном здании МГТУ им. Баумана открыта мемориальная доска.
- Постановлением Правительства Москвы от 1 октября 2014 г. проектируемый проезд в Западном административном округе переименован в улицу Академика Бармина.[9]
- 4 октября 2016 года в Госкорпорации «Роскосмос» состоялось торжественное открытие мемориальной доски памяти академика Владимира Павловича Бармина[10].